# Segnale di aiuto

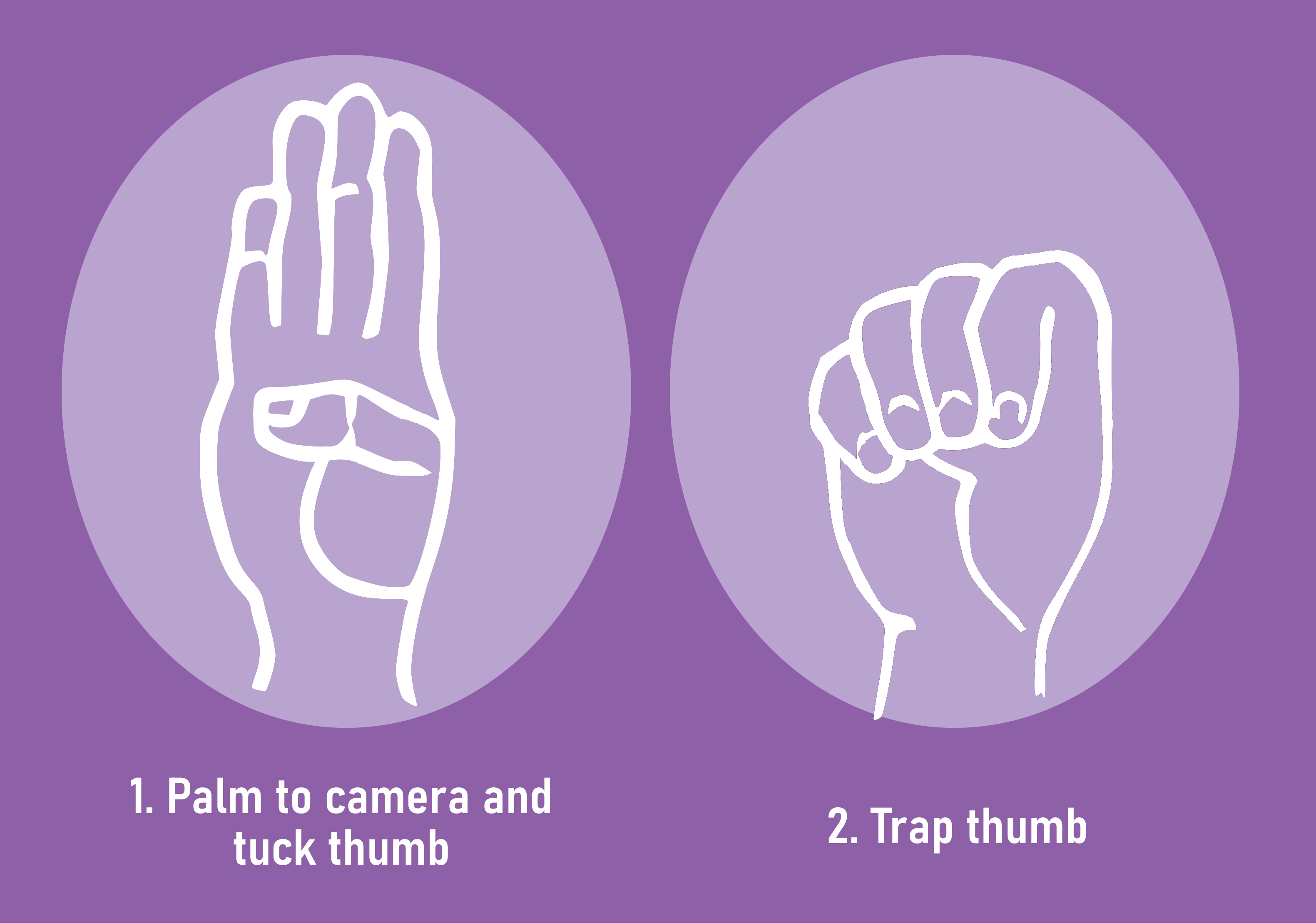
Descrizione del segnale

Il segnale di aiuto, o segnale di aiuto della violenza domestica, è un gesto con una mano sola che può essere utilizzato per segnalare che ci si trova sotto minaccia e si ha bisogno di aiuto. È stato originariamente creato come strumento per combattere l'aumento dei casi di violenza domestica in tutto il mondo a seguito delle misure di confinamento imposte in occasione della pandemia COVID-19.

## Descrizione
Il gesto viene eseguito mostrando una mano con il pollice piegato nel palmo e piegando le altre dita verso il basso, chiudendo il pollice tra le dita, come per "intrappolarlo" simbolicamente. È stato concepito come un unico movimento continuo della mano, non come una posizione fissa, che potrebbe essere notata facilmente.
Il segnale di aiuto è stato introdotto per la prima volta in Canada dalla Canadian Women's Foundation il 14 aprile 2020 e il 28 aprile 2020 negli Stati Uniti dalla Women's Funding Network (WFN). Ha ricevuto elogi diffusi da media nazionali e internazionali per aver contribuito a fornire una soluzione moderna al problema dell'aumento dei casi di violenza domestica.
Il segnale è stato riconosciuto da oltre 40 organizzazioni in Canada e negli Stati Uniti come uno strumento utile per aiutare a combattere la violenza domestica.
Affrontando le preoccupazioni che gli autori di abusi possano venire a conoscenza di un'iniziativa online così diffusa, la Canadian Women  Foundation e altre organizzazioni hanno chiarito che questo segnale non è "qualcosa che salverà la situazione", ma piuttosto uno strumento che qualcuno potrebbe usare per ottenere aiuto.
Sono state anche create istruzioni su cosa fare se si vede qualcuno compiere il gesto e su come segnalare il problema in sicurezza.
Il 23 novembre 2023 una dipendente di McDonald's a Milano ha notato che il gesto veniva compiuto da una diciannovenne accompagnata da un ventitreenne dal quale era stata maltrattata, contattando le forze dell'ordine, che hanno arrestato il giovane.